# Détachement d'armée Woyrsch

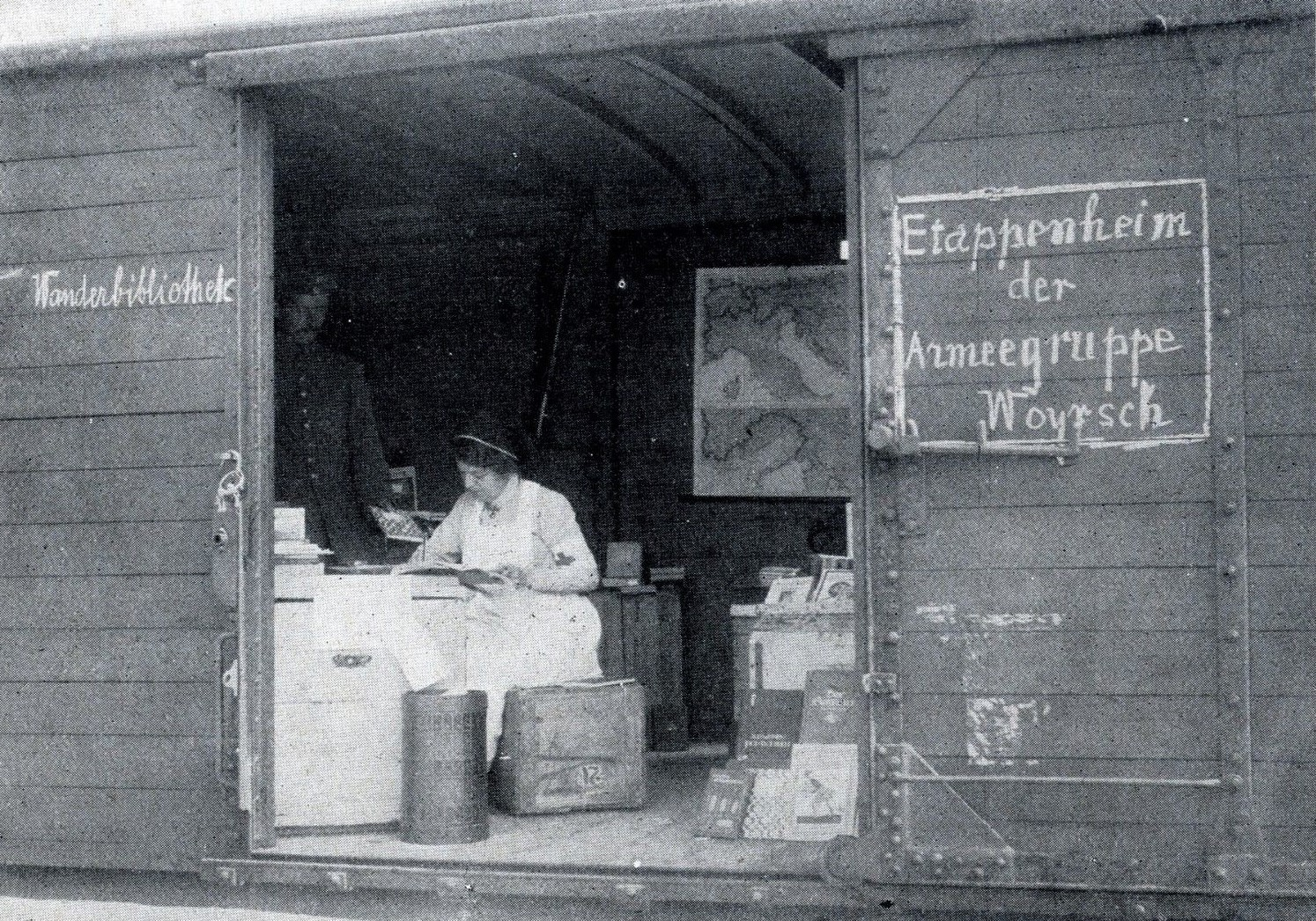
Bibliothèque itinérante du groupe d'armées Woyrsch (1916).

Le détachement d'armée Woyrsch/Haut commandement Woyrsch est une grande unité et l' autorité de commandement associée de l'armée allemande pendant la Première Guerre mondiale (1914-1918). Il comprend diverses troupes et porte le nom de son commandant, le Generaloberst Remus von Woyrsch.

## Histoire
Au début de la Première Guerre mondiale, seules des unités de la Landwehr sont disponibles pour couvrir la frontière silésienne. Celles-ci sont combinés avec la mobilisation pour former le corps de Landwehr et placé sous le commandement du général d'infanterie Remus von Woyrsch. Cependant, cette unité est renforcée par de nombreuses autres troupes pour former un détachement d'armée. Une réorganisation a lieu le 3 novembre 1914, lorsque le Generaloberst Woyrsch est nommé commandant de cette unité. Comme cette grande unité n'a qu'un caractère improvisé, la position statutaire de Woyrsch reste cependant celle de général commandant du corps de Landwehr.
Le détachement d'armée est utilisé exclusivement sur le front de l'Est. C'est là que, du 14 novembre 1914 au 4 août 1915, il est placé sous le commandement du commandement de l'armée austro-hongroise pour soutenir la monarchie royale et impériale. Plus tard, une armée ou un détachement d'armée austro-hongrois est également sous les ordres de Woyrsch, de sorte que l'on trouve également le terme "armée Woyrsch" dans la littérature. Le 20 septembre 1916, le haut commandement du détachement d'armée est également chargé de la direction du groupe d'armées Woyrsch (de). Le 15 décembre 1917, le détachement d'armée est dissous.